# John Peers
John William Peers (nacido el 25 de julio de 1988) es un tenista profesional australiano. Su ranking individual más alto fue el N.º 456 alcanzado el 11 de junio de 2012, mientras que en dobles logró el puesto N.º 2 el 3 de abril de 2017. Es hermano de la tenista Sally Peers.

## Carrera
Su ranking individual más alto logrado en el ranking mundial ATP, fue el n.º 456 el 11 de junio de 2012. Mientras que en dobles alcanzó el puesto n.º 17 el 03 de agosto de 2015.
Hasta el momento ha obtenido 4 título de la categoría ATP World Tour 250 en la modalidad de dobles y 8 títulos de la categoría ATP Challenger Series, todos ellos en dobles.

### 2013
Desde la temporada 2013, comienza su incursión en el circuito ATP World Tour. Ha jugado en los torneos de Brisbane y el Abierto de Australia, entre otros.
El 14 de De abril, junto con Jamie Murray ganó su primer torneo del Circuito ATP World Tour en Houston. En la final, derrotó a la pareja número uno del mundo, los hermanos Bob y Mike Bryan. 
En julio de 2013, y nuevamente junto Jamie Murray, obtiene la segunda victoria en un torneo de esta categoría. Juntos ganaron el torneo de Gstaad contra el dúo español formado por Pablo Andújar y Guillermo García-López.
El 2 de agosto, con J. Murray, cayó en el Torneo de Kitzbühel (p. Emmrich-Kas). Con J. Murray, alcanza por primera vez los cuartos de final en un torneo Grand Slam durante el Abierto de Estados Unidos 2013. Perdieron ante Alexander Peya y Bruno Soares en tres sets. Ganó su tercero título ATP World Tour en el 15.º torneo de la temporada con

### 2014
Con Jamie Murray, llegó a las semifinales del Torneo de Brisbane (p. Fyrstenberg-Nestor en 2 TB) en la primera semana de la temporada. Luego el dúo cayó derrotadon en la segunda ronda del Abierto de Australia (p. Butorac-Klaasen).
Nuevamente alcanzaron las semifinales en el Torneo de Bucarest (p. Rojer-Tecau 10-8 en el TB). 
El 4 de mayo, ganó su cuarto título ATP World Tour de dobles asociándose con J. Murray. Obtuvieron el título del Torneo de Mínich derrotando en la final a la pareja formada por Colin Fleming y Ross Hutchins.
Con J. Murray, alcanzó más adelanre las semifinales del Torneo de Dusseldorf (p. González-Lipsky). El 15 de junio, cayó en la final del Torneo de Queen’s Club disputado en superficie de hierba, nuevamente junto a Jamie Murray fueron vencidos por el dúo formado por el austríaco Alexander Peya y el brasilero Bruno Soares por 6-4, 6-74, 4-10.

## Títulos de Grand Slam

### Dobles

#### Títulos (1)
| Año  | Torneo               | Pareja         | Oponentes en la final | Resultado |
| 2017 | Abierto de Australia | Henri Kontinen | Bob Bryan Mike Bryan  | 7-5, 7-5  |

#### Finalista (3)
| Año  | Torneo               | Pareja         | Oponentes en la final               | Resultado        |
| 2015 | Wimbledon            | Jamie Murray   | Jean-Julien Rojer Horia Tecău       | 6-7(5), 4-6, 4-6 |
| 2015 | Abierto de EE. UU.   | Jamie Murray   | Pierre-Hugues Herbert Nicolas Mahut | 4-6, 4-6         |
| 2019 | Abierto de Australia | Henri Kontinen | Pierre-Hugues Herbert Nicolas Mahut | 4-6, 6-7(1)      |

### Dobles mixto

#### Títulos (2)
| Año  | Torneo               | Pareja         | Oponentes en la final                   | Resultado        |
| 2022 | Abierto de EE. UU.   | Storm Sanders  | Kirsten Flipkens Édouard Roger-Vasselin | 4-6, 6-4, [10-7] |
| 2025 | Abierto de Australia | Olivia Gadecki | Kimberly Birrell John-Patrick Smith     | 3-6, 6-4, [10-6] |

## Juegos Olímpicos

### Dobles

#### Medalla de Oro
| Año  | Torneo     | Pareja        | Oponentes en la final      | Resultado              |
| 2024 | París 2024 | Matthew Ebden | Austin Krajicek Rajeev Ram | 6-7(6), 7-6(1), [10-8] |

### Dobles mixto

#### Medalla de bronce
| Año  | Torneo     | Pareja         | Oponentes en la final          | Resultado |
| 2021 | Tokio 2020 | Ashleigh Barty | Nina Stojanović Novak Djokovic | w/o       |

## Títulos ATP (29; 0+29)

### Dobles (29)
| Leyenda                         |
| Grand Slam (1)                  |
| ATP Wourld Tour Finals (2)      |
| ATP Masters 1000 World Tour (4) |
| ATP World Tour 500 series (9)   |
| ATP World Tour 250 series (13)  |

| No. | Fecha                    | Torneo                | Superficie    | Pareja         | Oponentes en la final                | Resultado            |
| --- | ------------------------ | --------------------- | ------------- | -------------- | ------------------------------------ | -------------------- |
| 1.  | 13 de abril de 2013      | Houston               | Tierra batida | Jamie Murray   | Bob Bryan Mike Bryan                 | 1-6, 7-6(3), [12-10] |
| 2.  | 28 de julio de 2013      | Gstaad                | Tierra batida | Jamie Murray   | Pablo Andújar Guillermo García-López | 6-3, 6-4             |
| 3.  | 29 de septiembre de 2013 | Bangkok               | Dura (i)      | Jamie Murray   | Tomasz Bednarek Johan Brunström      | 6-3, 3-6, [10-6]     |
| 4.  | 4 de mayo de 2014        | Múnich                | Tierra batida | Jamie Murray   | Colin Fleming Ross Hutchins          | 6-4, 6-2             |
| 5.  | 11 de enero de 2015      | Brisbane              | Dura          | Jamie Murray   | Alexandr Dolgopolov Kei Nishikori    | 6-3, 7-6(4)          |
| 6.  | 2 de agosto de 2015      | Hamburgo              | Tierra batida | Jamie Murray   | Juan Sebastián Cabal Robert Farah    | 2-6, 6-3, [10-8]     |
| 7.  | 10 de enero de 2016      | Brisbane              | Dura          | Henri Kontinen | James Duckworth Chris Guccione       | 7-6(4), 6-1          |
| 8.  | 1 de mayo de 2016        | Múnich                | Tierra batida | Henri Kontinen | Juan Sebastián Cabal Robert Farah    | 6-3, 3-6, [10-7]     |
| 9.  | 17 de julio de 2016      | Hamburgo              | Tierra batida | Henri Kontinen | Daniel Nestor Aisam-ul-Haq Qureshi   | 7-5, 6-3             |
| 10. | 6 de noviembre de 2016   | París                 | Dura (i)      | Henri Kontinen | Pierre-Hugues Herbert Nicolas Mahut  | 6-4, 3-6, [10-6]     |
| 11. | 20 de noviembre de 2016  | ATP World Tour Finals | Dura (i)      | Henri Kontinen | Raven Klaasen Rajeev Ram             | 2-6, 6-1, [10-8]     |
| 12. | 28 de enero de 2017      | Abierto de Australia  | Dura          | Henri Kontinen | Bob Bryan Mike Bryan                 | 7-5, 7-5             |
| 13. | 6 de agosto de 2017      | Washington            | Dura          | Henri Kontinen | Łukasz Kubot Marcelo Melo            | 7-6(5), 6-4          |
| 14. | 8 de octubre de 2017     | Pekín                 | Dura          | Henri Kontinen | John Isner Jack Sock                 | 6-3, 3-6, [10-7]     |
| 15. | 15 de octubre de 2017    | Shanghái              | Dura          | Henri Kontinen | Łukasz Kubot Marcelo Melo            | 6-4, 6-2             |
| 16. | 19 de noviembre de 2017  | ATP World Tour Finals | Dura (i)      | Henri Kontinen | Łukasz Kubot Marcelo Melo            | 6-4, 6-2             |
| 17. | 7 de enero de 2018       | Brisbane              | Dura          | Henri Kontinen | Leonardo Mayer Horacio Zeballos      | 3-6, 6-3, [10-2]     |
| 18. | 24 de junio de 2018      | Queen's Club          | Hierba        | Henri Kontinen | Jamie Murray Bruno Soares            | 6-4, 6-3             |
| 19. | 12 de agosto de 2018     | Toronto               | Dura          | Henri Kontinen | Raven Klaasen Michael Venus          | 6-2, 6-7(7), [10-6]  |
| 20. | 16 de junio de 2019      | Stuttgart             | Hierba        | Bruno Soares   | Rohan Bopanna Denis Shapovalov       | 7-5, 6-3             |
| 21. | 29 de febrero de 2020    | Dubái                 | Dura          | Michael Venus  | Raven Klaasen Oliver Marach          | 6-3, 6-2             |
| 22. | 27 de septiembre de 2020 | Hamburgo              | Tierra batida | Michael Venus  | Ivan Dodig Mate Pavić                | 6-3, 6-4             |
| 23. | 25 de octubre de 2020    | Amberes               | Dura (i)      | Michael Venus  | Rohan Bopanna Matwé Middelkoop       | 6-3, 6-4             |
| 24. | 22 de mayo de 2021       | Ginebra               | Tierra batida | Michael Venus  | Simone Bolelli Máximo González       | 6-2, 7-5             |
| 25. | 16 de octubre de 2021    | Indian Wells          | Dura          | Filip Polášek  | Aslán Karatsev Andréi Rubliov        | 6-3, 7-6(5)          |
| 26. | 15 de enero de 2022      | Sídney                | Dura          | Filip Polášek  | Simone Bolelli Fabio Fognini         | 7-5, 7-5             |
| 27. | 25 de junio de 2023      | Halle                 | Hierba        | Marcelo Melo   | Simone Bolelli Andrea Vavassori      | 7-6(3), 3-6, [10-6]  |
| 28. | 27 de octubre de 2024    | Basilea               | Dura (i)      | Jamie Murray   | Wesley Koolhof Nikola Mektić         | 6-3, 7-5             |
| 29. | 9 de noviembre de 2024   | Belgrado              | Dura (i)      | Jamie Murray   | Ivan Dodig Skander Mansouri          | 3-6, 7-6(5), [11-9]  |

#### Finalista (18)
| N.º | Fecha                    | Torneo               | Superficie    | Pareja           | Oponentes en la final                | Resultado           |
| --- | ------------------------ | -------------------- | ------------- | ---------------- | ------------------------------------ | ------------------- |
| 1.  | 6 de octubre de 2013     | Tokio                | Dura          | Jamie Murray     | Rohan Bopanna Édouard Roger-Vasselin | 6-7(5), 4-6         |
| 2.  | 15 de junio de 2014      | Queen’s Club         | Hierba        | Jamie Murray     | Alexander Peya Bruno Soares          | 6-4, 6-7(4), [4-10] |
| 3.  | 15 de febrero de 2015    | Róterdam             | Dura (i)      | Jamie Murray     | Jean-Julien Rojer Horia Tecău        | 6-3, 3-6, [8-10]    |
| 4.  | 26 de abril de 2015      | Barcelona            | Tierra batida | Jamie Murray     | Marin Draganja Henri Kontinen        | 3-6, 7-6(6), [9-11] |
| 5.  | 11 de julio de 2015      | Wimbledon            | Hierba        | Jamie Murray     | Jean-Julien Rojer Horia Tecău        | 6-7(5), 4-6, 4-6    |
| 6.  | 12 de septiembre de 2015 | Abierto de EE.UU.    | Dura          | Jamie Murray     | Pierre-Hugues Herbert Nicolas Mahut  | 4-6, 4-6            |
| 7.  | 25 de octubre de 2015    | Viena                | Dura (i)      | Jamie Murray     | Łukasz Kubot Marcelo Melo            | 6-4, 6-7(3), [6-10] |
| 8.  | 1 de noviembre de 2015   | Basilea              | Dura (i)      | Jamie Murray     | Alexander Peya Bruno Soares          | 5-7, 5-7            |
| 9.  | 16 de octubre de 2016    | Shanghái             | Dura          | Henri Kontinen   | John Isner Jack Sock                 | 4-6, 4-6            |
| 10. | 27 de enero de 2019      | Abierto de Australia | Dura          | Henri Kontinen   | Pierre-Hugues Herbert Nicolas Mahut  | 4-6, 6-7(1)         |
| 11. | 20 de junio de 2021      | Queen's Club         | Hierba        | Reilly Opelka    | Pierre-Hugues Herbert Nicolas Mahut  | 4-6, 5-7            |
| 12. | 3 de octubre de 2021     | San Diego            | Dura          | Filip Polášek    | Joe Salisbury Neal Skupski           | 6-7(2), 6-3, [5-10] |
| 13. | 31 de julio de 2022      | Atlanta              | Dura          | Jason Kubler     | Thanasi Kokkinakis Nick Kyrgios      | 6-7(4), 5-7         |
| 14. | 14 de agosto de 2022     | Montreal             | Dura          | Daniel Evans     | Wesley Koolhof Neal Skupski          | 2-6, 6-4, [6-10]    |
| 15. | 23 de octubre de 2022    | Nápoles              | Dura          | Matthew Ebden    | Ivan Dodig Austin Krajicek           | 3-6, 6-1, [8-10]    |
| 16. | 3 de octubre de 2023     | Astaná               | Dura (i)      | Mate Pavić       | Nathaniel Lammons Jackson Withrow    | 6-7(4), 6-7(7)      |
| 17. | 6 de abril de 2024       | Houston              | Tierra batida | William Blumberg | Max Purcell Jordan Thompson          | 5-7, 1-6            |
| 18. | 28 de junio de 2024      | Eastbourne           | Hierba        | Matthew Ebden    | Neal Skupski Michael Venus           | 6-4, 6-7(2), [9-11] |

## ATP Challenger Tour

### Dobles
| N.º | Fecha      | Torneo                        | Superficie    | Pareja             | Oponentes en la final                   | Resultado         |
| --- | ---------- | ----------------------------- | ------------- | ------------------ | --------------------------------------- | ----------------- |
| 1.  | 04.02.2012 | Challenger de Burnie          | Dura          | John-Patrick Smith | Divij Sharan Vishnu Vardhan             | 6-2, 6-4          |
| 2.  | 11.02.2012 | Challenger de Caloundra       | Dura          | John-Patrick Smith | John Paul Fruttero Raven Klaasen        | 7-65, 6-4         |
| 3.  | 15.04.2012 | Challenger de Guadalajara     | Dura          | John-Patrick Smith | César Ramírez Bruno Rodríguez           | 6-3, 6-3          |
| 4.  | 29.07.2012 | Challenger de Lexington       | Dura          | Austin Krajicek    | Tennys Sandgren Rhyne Williams          | 6-1, 7-64         |
| 5.  | 12.08.2012 | Challenger de Aptos           | Dura          | Rik de Voest       | Chris Guccione Frank Moser              | 6–75, 6-1, 10-4   |
| 6.  | 6.10.2012  | Challenger de Belém           | Dura          | John-Patrick Smith | Nicholas Monroe Simon Stadler           | 6-3, 6-2          |
| 7.  | 4.11.2012  | Challenger de Charlottesville | Dura          | John-Patrick Smith | Jarmere Jenkins Jack Sock               | 7-5, 6-1          |
| 8.  | 9.06.2013  | Challenger de Nottingham 1    | Hierba        | Jamie Murray       | Ken Skupski Neal Skupski                | 6-2, 6-73, 10-6   |
| 9.  | 6.05.2023  | Challenger de Aix-en-Provence | Tierra batida | Jason Kubler       | Nuno Borges Francisco Cabral            | 6-75, 6-4, [10-7] |
| 10. | 15.06.2024 | Challenger de Nottingham      | Hierba        | Marcus Willis      | Harold Mayot Luke Saville               | 6-1, 6-71, 10-7   |
| 11. | 17.08.2024 | Challenger de Cary            | Dura          | John-Patrick Smith | Federico Agustín Gómez Petros Tsitsipas | w/o               |